# Бенратер Марктплатц (Бенрат)
Бенратер Марктплатц (нем. Benrather Marktplatz) — площадь в Дюссельдорфе (административный район Бенрат). Имеет важное историческое значение, являясь центром Бенрата.

## Общие сведения
Площадь Бенратер Марктплатц протягивается с запада на восток на 100 метров и с севера на юг в самом широком месте на 50 метров. С запада ограничена улицей Зистенихштрассе, с севера улицами Гёррештрассе и Цецилиенштрассе, а с востока улицей Хауптштрассе.
Нумерация домов следует по часовой стрелке от 3 до 9 без деления на чётные или нечётные номера. Здания № 1,2,7 отсутствуют. Движение транспорта по площади запрещено, за исключением подвоза товаров к торговым лавкам в дни работы базара.